# Крист, Иоанн Фридрих
Иоанн Фридрих Крист (нем. Johann Friedrich Christ; 26 апреля 1700, Кобург — 9 марта 1756, Лейпциг) — немецкий гуманист, профессор в Лейпциге.
Первый из германских университетских преподавателей истории древнего искусства, основатель археологии искусства в Германии. Оказал влияние на Гейне, Лессинга и Винкельманна. Его главные археологические работы: «Musei Richteriani dactyliotheca» (Лпц., 1743); «Anzeige u. Auslegung der Monogrammatum etc.» (т. же, 1747); «Abhandlungen über Litteratur und Kunstwerke vornehmlich des Altertums» (т. же, 1776; изд. Zeune), «De Macchiavello libri III» (1731).

## Биография
Родился 26 апреля 1700 года в Кобурге, в семье потомственных государственных служащих. Получил разностороннее образование, включая живопись, офорт и скульптуру.
В 1720 году он самостоятельно готовился к поступлению на государственную службу в Йене, изучал философию, историю и право. После получения должности тайного секретаря в Саксен-Мейнингене он начал учиться в Галле в 1726 году.